# Marché artisanal du dimanche des Rameaux
Le marché artisanal du dimanche des Rameaux (Tianguis de Domingo de Ramos), qui se tient à Uruapan, est le plus grand événement de l'État mexicain du Michoacán consacré à la vente des produits artisanaux traditionnels de l'État et est réputé pour être le plus important du genre en Amérique latine. L'événement attire plus de 1 300 artisans qui proposent à la vente plus d'un million de pièces, représentant toutes les grandes traditions artisanales de l'État. Il comprend également d'autres événements tels qu'un concours d'artisanat, une exposition de costumes autochtones, de nourriture et d'autres traditions, des concerts, de la danse et plus encore. L'événement est centré sur la très grande place principale de la ville d'Uruapan, mais s'étend jusqu'aux rues adjacentes et aux autres places de la ville.

## Le tianguis

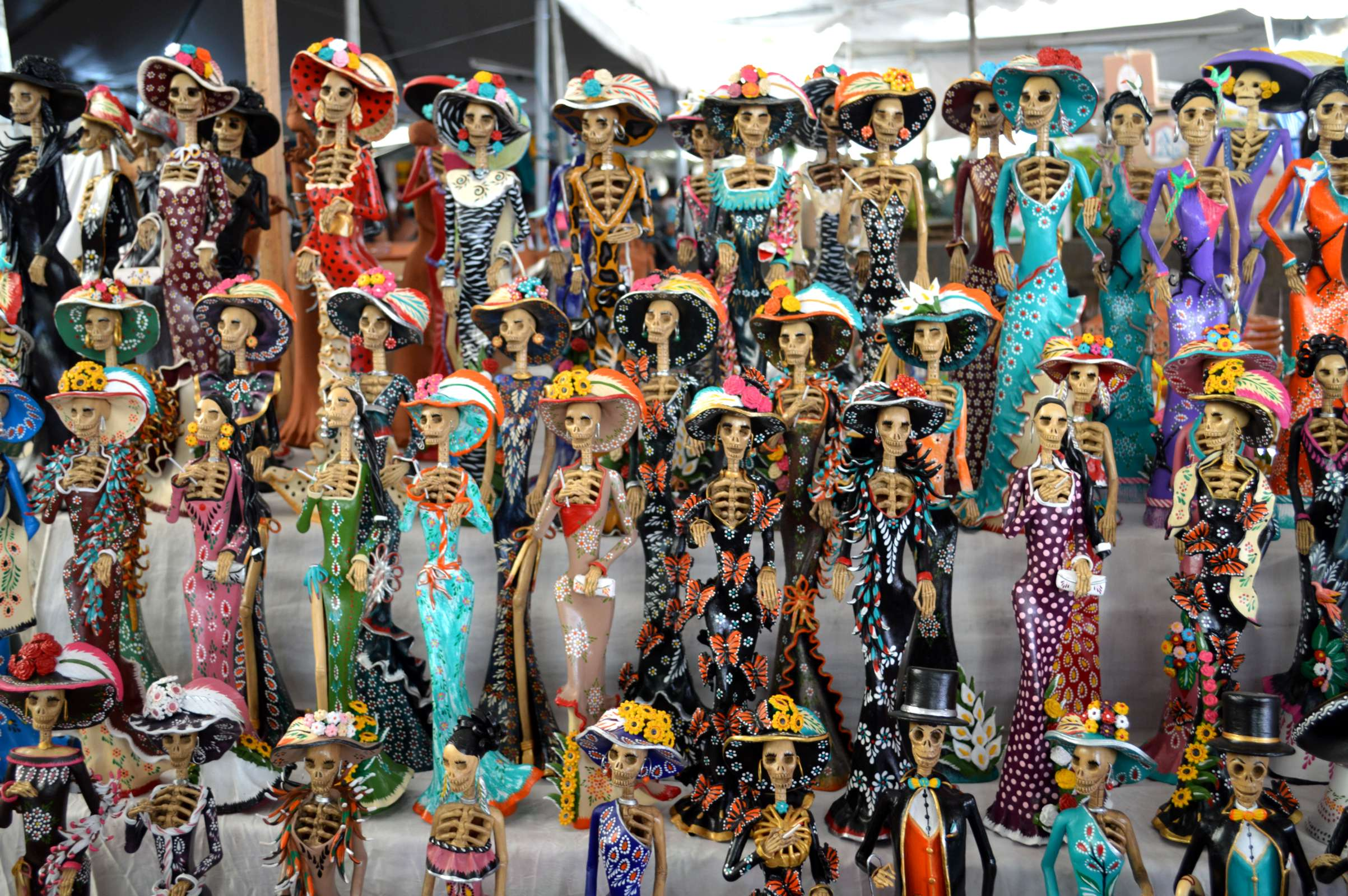
Des figurines de la Catrina de Capula au marché.

Le tianguis (marché en plein air) se déroule pendant la Semaine Sainte, commençant officiellement la veille du dimanche des Rameaux et se poursuivant jusqu'au lendemain du dimanche de Pâques, le jour le plus important étant le dimanche des Rameaux (Domingo de Ramos),. Il s'agit d'une période de vacances importante au Mexique, et l'événement attire des visiteurs du Mexique et de l'étranger,,.
Il s'agit de la plus grande manifestation artisanale du Michoacán, suivie de près par la foire du jour des morts de Pátzcuaro, et elle est considérée comme la plus importante du genre en Amérique latine,,. En 2015, l'événement attire plus de 1 300 artisans de tout l'état, en particulier de la région montagneuse Purépecha, de villes telles que Tzintzuntzan, San José de Gracia (en), Capula, Huáncito, Patamban, Santo Tomas, Cocucho et Paracho,,. C'est l'événement le plus important pour les quatre principales communautés indigènes du Michoacán, les Mazahuas (en), les Nahuas, les Otomis et les Purépechas,. Cependant, tous les vendeurs ne sont pas les artisans eux-mêmes, certains sont des revendeurs.
Le tianguis remplit la grande place principale (Plaza de Martíres de Uruapan) de la ville et déborde vers les rues adjacentes et d'autres places comme la Plaza Morelos, la Plaza Huatapera et la ruelle Garcia Ortiz près de la Casa de Cultura (centre culturel). Des événements connexes se produisent dans ces zones ainsi que sur la Plaza de la Ranita, la Casa de Cultura et l'entrée du Parc National Barranca de Cupatizio,,.
En 2015, il y avait plus d'un million de pièces à vendre, représentant toutes les grandes traditions artisanales. Il s'agit notamment des textiles et vêtements traditionnels, des miniatures, des bijoux, des jouets, des meubles, des gourdes laquées, des coffres, de la maroquinerie, du fer, d'autres métaux, des différents types de céramiques produites et de celles en fibres rigides comme l'osier et les feuilles de palmier. La plupart des articles à vendre sont de haute qualité et sont de styles que l'on ne trouve qu'au Michoacán, comme des pots en terre cuite de Huancito avec des têtes d'animaux, des broderies de Charan, de la laque préhispanique (maque) d'Uruapan, des pièces en cuivre de Santa Clara del Cobre et des masques en bois de Pamatacuaro, mais il existe des stands vendant surtout du tourisme et du matériel bon marché. Pour le dimanche des Rameaux, il y a encore plus d'artisans, surtout des Purépechas, sur les atriums des deux principales églises coloniales, tissant des feuilles de palmier en motifs complexes pour les fidèles.

## Événements connexes

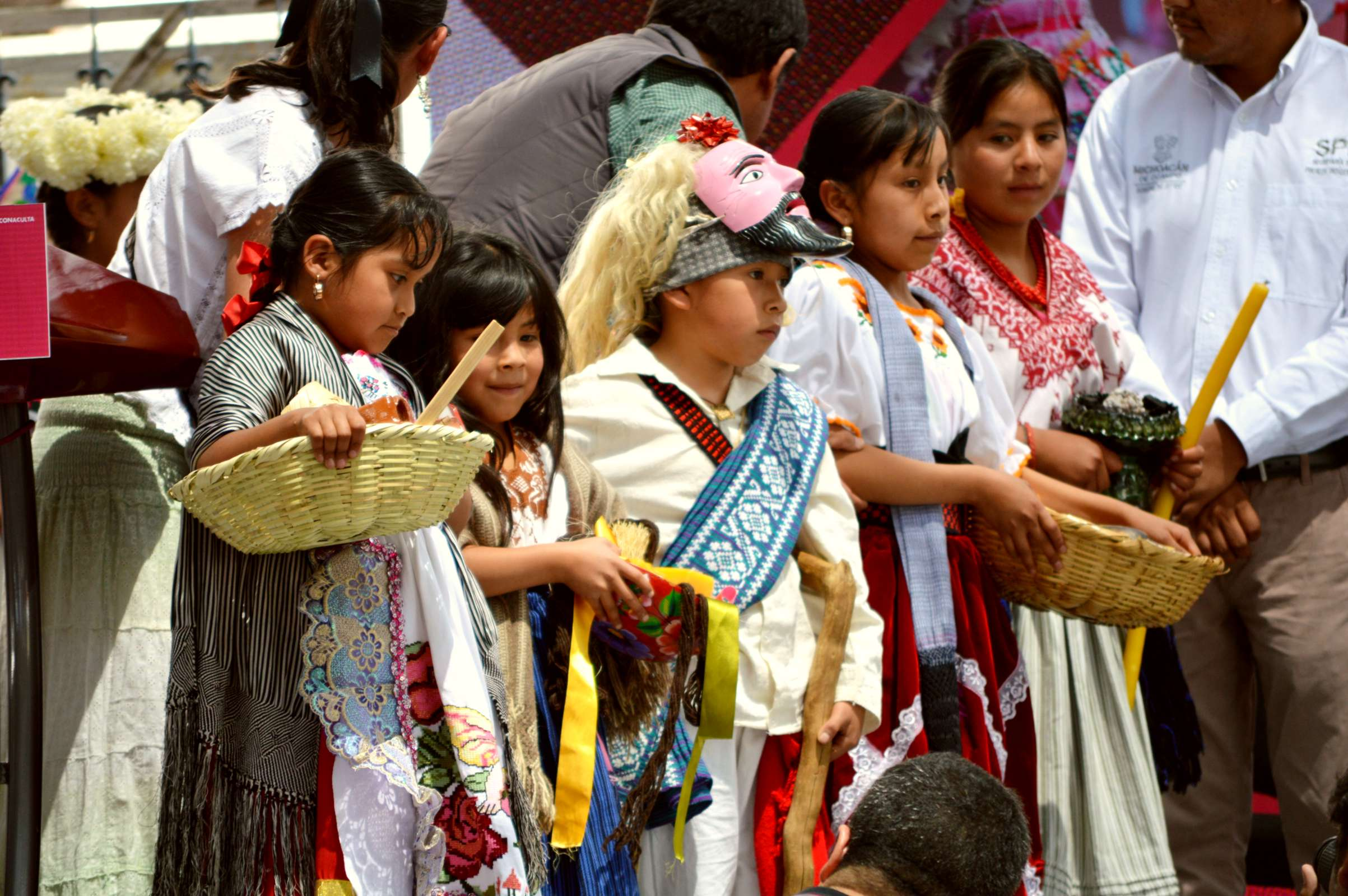
Les enfants purépechas représentant leur communauté à l'événement en 2015

Au cours de son histoire, le tianguis proprement dit s'est depuis enrichi d'autres manifestations culturelles telles que des spectacles de musique et de danse, un défilé d'artisans, une exposition culinaire mettant en valeur la cuisine traditionnelle des Purépechas, etc.,.
La semaine est inaugurée par un défilé d'artisans et d'autres personnes en costume traditionnel, représentant les quatre peuples autochtones présents dans l'État, représentant 45 communautés et 25 municipalités du Michoacán. Le défilé comprend également des artisans avec des exemples de leurs produits tels que ceux de Santa Clara del Cobre, Pamatacuaro et Paracho ainsi que des fanfares et des mojigangas (es) (grandes marionnettes en carton),. Le défilé va du Parc National au centre de la ville en passant par les rues Culver City et Emilio Carranza et se termine à la Casa de Cultura.
La Casa de Cultura abrite le principal concours d'artisanat de l'état, où les gagnants sont annoncés le dimanche des Rameaux. En 2015, le concours décerne plus d'un million de pesos en prix dans 259 prix,. Le même jour a lieu le « Festival régional des costumes de l'État » au Musée Huatapera, au cours duquel les quatre communautés autochtones sont représentées, tant par leurs costumes que par des traditions telles que la danse,,.
Sur la Plaza de la Ranita, il y a une démonstration et une vente de nourriture traditionnelle purépecha, qui comprend du pozole, des corundas, de l'atole, des enchiladas, des buñuelos, des uchepos (es) (tamales de maïs doux) et des plats de poisson. L'objectif est de donner l'exemple d'aliments plus traditionnels et moins touristiques. L'atole comprend celui de San Miguel Pomocuaran, qui est salé et épicé avec des piments serranos. On y déguste aussi le churipo , qui est une soupe de bœuf, l'atole de pinole (au maïs grillé), des tamales de chapata, à base de graines d'amarante.

## Histoire
L'événement est situé à Uruapan, qui est un important centre commercial depuis la période préhispanique parce qu'il est centré entre les principales régions des Purépechas (lac, hautes terres de Purepech, Cañada de los Once Pueblos et Ciènega de Chapala),, ainsi qu'entre les hautes terres et la « Tierra Caliente », les élévations inférieures qui se prolongent à la côte.
Le tianguis original, qui n'est dédié qu'à la poterie, dure deux ou trois jours sur la rue Melchor Ocampo, rue Santiago et sur la place Izazaga. Plus tard, cette zone est remodelée pour créer l'actuelle Place Morelos. Cela pose un problème aux vendeurs jusqu'à ce que l'événement actuel soit établi en 1960.